# Донець-Захаржевський Костянтин Григорович
 Костянтин Григорович Донець-Захаржевський (? — 1692) — український козацький військовий та державний діяч. Наказний полковник Харківського слобідського козацького полку (1682—1688). Полковник Ізюмського слобідського козацького полку (1688—1692). Стольник.

## Біографія
Костянтин Григорович народився в сім'ї видатного козацького діяча Слобожанщини полковника Харківського полку Григорія Єрофійовича Донця. Брав участь в багатьох походах батька.
У 1681 році у зв'язку з можливістю нападу татар Костянтин Григорович очолював козаків в поході до міста Зміїв.
Був наказним полковником Харківського полку (1682—1688 роки). Одно з перших згадувань, пов'язано з боєм на річці Бичці (коло Водолаги), де харківські козаки розбили татарську ватагу від якої потерпали селяни навколишніх слобод. Також допомагав батьку в осадженні поселень на Слобожанщині.
У 1682 році оселяється в сотенному містечку Ізюмі. Старіючий полковник Григорій Єрофійович починає спроби зробити полковництво спадковим. Залишити Федора у Харкові, а Костянтина в Ізюмі.
У 1685 році Костянтин Григорович на місці Козацької пристані засновує фортецю Райгородок, за що йому було надіслано схвальну грамоту від царів Петра та Івана.
У 1685 році Костянтин Григорович приїздить до Москви, де зустрічається з царями. Разом з ним були полковий обозний Петровський, священик, сім сотників, троє сотенних хорунжих, усього 20 чоловік. Прохання його було в тому, щоб відокремити Ізюмський полк від Харківського, також щоб він був затверджений на Ізюмське полковництво. Згоду на то його батько вже дав, та також благав за сина. Московці вислухали його благання, та на другий же день вдовольнили його благання: до нового полку повинні були відійти 13 міст та містечок з 2200 козаками, також Кость Донець отримував грамоту на полковництво новим полком (але разом з батьком). Також було побажання, щоб Ізюмський полк мав корогви, литаври (їх у Слобідських полках не було) та польові гармати, про виконання цих бажань невідомо.
У 1687 році як наказний полковник Харківського козацького полку керував «харківцями» під час Першого Кримського походу.
Разом з батьком отримував подяки від московських царів (у 1685 році Костянтин Григорович, отримали подяку за осадження Рай-городка).
У 1688 році, Ізюмський полк відокремлюється від Харківського на прохання Григорія Єрофійовича. Він просив царя призначити свого сині половником новоутвореного полку, це прохання було виконано, але Григорій Єрофійович, зоставався старшим полковником по відношенню, до Ізюмського полковника.
У тому ж 1688 році полковник Костянтин Григорович два рази розбиває татар на річці Торець.
Після смерті батька (1691 рік), Костянтин Григорович, стає повновладним полковником Ізюмського полку. Про був полковником мало часу, так як невдовзі після смерті батька, сам також помер.
У 1692 році, Костянтина Григоровича було поранено татарської стрілою в битві на Гороховому шляху, коло сотенного містечка Тор (сучасний Слов'янськ). Від ран він невдовзі помер.

## Родинні зв'язки
Мав двох братів Федора та Івана, а також сестру. Був одружений (дружина невідома), родина мала трьох дітей: Михайла, Євдокію та Акилину.
- Михайло Костянтинович — полковник Ізюмського полку (1707—1730).
- Євдокія Костянтинівна Зарудна — одружена з Іваном Григоровичем Зарудним, Ізюмським полковим сотником, представником старшинської родини Зарудних.
- Акилина Костянтинівна Шидловська

## Пам'ятки про Костянтина Григоровича
У 1689 році Костянтину Григоровичу були надані землі в Зміївський сотні, які раніше були відібрані у селян с. Бірки. Осаджена (чи доселена) там слобода стає на декілька століть (до 1871 року) стає одним з родинних центрів родини. Слобода Костянтинівка (з 1931 року село Костянтівка), й досі носить назву за ім'ям свого першого власника.